# Borovan
Borovan (Bulgaars: Борован) is een dorp en een gemeente gelegen in het noordwesten van Bulgarije in de  oblast Vratsa. Op 31 december 2019 telde het dorp 1.999 inwoners, een drastische daling vergeleken met het hoogtepunt van 5.977 inwoners in 1946. Andere nabijgelegen dorpen die tot de gemeente Borovan behoren zijn Dobrolevo, Malorad, Nivjanin en Sirakovo.

## Ligging
De gemeente Borovan ligt in het noordwesten van de Republiek Bulgarije, in de vallei van de Donau-vlakte, op een gemiddelde hoogte van 250 - 350 meter. De gemeente grenst aan vier andere gemeenten: Krivodol, Chaïredin, Bjala Slatina en Vratsa (stad).

## Geschiedenis
Het gebied wordt sinds de 5e millennium voor Christus bewoond. Er zijn twee bekende nederzettingen uit deze periode: het merengebied Laptsjovets, waar vuursteen en stenen werktuigen van verschillende vormen en rijke versieringen zijn gevonden en de plaats Vaskov Tsjoekar waar sporen uit de bronstijd werden gevonden.
Op 25 oktober 1877 werd het dorp Borovan bevrijd van de Ottomaanse heerschappij onder het commando van kolonel Baron Mayendorf. Na de bevrijding werd Borovan een van de grootste dorpen in Vratsa. De bevolking groeide van 4.295 mensen in 1910 tot zo’n 5.905 mensen in 1946.

## Bevolking
De afgelopen halve eeuw heeft Borovan, net zoals overige plattelandsgebieden in Noordwest-Bulgarije, te kampen met een ernstige bevolkingsafname. Op 31 december 2019 telde het dorp Borovan 1.999 inwoners, een dieptepunt sinds de eerste officiële volkstelling van 1934. Zo telde het dorp Borovan 5.835 inwoners in 1934, 5.977 inwoners in 1946 en 5.647 inwoners in 1956 (zie: onderstaand tabel), waarmee het een van de grotere dorpen in Bulgarije was. Als gevolg van de massale emigratie, kampt de bevolking met een intensieve vergrijzing.
| Jaar             | 1934   | 1946   | 1956   | 1965   | 1975   | 1985  | 1992  | 2001  | 2011  | 2019  |
| dorp Borovan     | 5.835  | 5.977  | 5.647  | 4.886  | 4.335  | 3.608 | 2.973 | 2.761 | 2.262 | 1.999 |
| gemeente Borovan | 11.817 | 16.312 | 15.068 | 13.443 | 11.311 | 9.179 | 8.086 | 7.150 | 5.714 | 5.120 |

### Etnische samenstelling
In het dorp Borovan reageerden 1.771 van de 2.262 inwoners op de optionele volkstelling van 2011. Met 1.518 personen vormden de etnische Bulgaren (85,7%) de grootste bevolkingsgroep, gevolgd door 237 etnische Roma (13,4%). In de gemeente Borovan reageerden 5.114 van de 5.714 personen op de optionele volkstelling, waarvan 4.713 zich als etnische Bulgaren (92,2%) identificeerden en 359 personen identificeerden zich als etnische Roma (7%).

### Religie
De laatste volkstelling werd uitgevoerd in februari 2011 en was optioneel. Van de 5.714 inwoners reageerden er 4.489 op de volkstelling. Van deze 4.489 respondenten waren er 4.045 lid van de Bulgaars-Orthodoxe Kerk, oftewel 90,1% van de bevolking. De rest van de bevolking had een andere religie of was niet religieus. 
| Religieuze samenstelling in februari 2011 | Religieuze samenstelling in februari 2011 | Religieuze samenstelling in februari 2011 | Religieuze samenstelling in februari 2011 | Religieuze samenstelling in februari 2011 |
| ----------------------------------------- | ----------------------------------------- | ----------------------------------------- | ----------------------------------------- | ----------------------------------------- |
|                                           |                                           |                                           |                                           |                                           |
| Bulgaars-Orthodoxe Kerk                   | Bulgaars-Orthodoxe Kerk                   |                                           | 90,1%                                     | 90,1%                                     |
| Katholieke Kerk                           | Katholieke Kerk                           |                                           | 0,6%                                      | 0,6%                                      |
| Protestantisme                            | Protestantisme                            |                                           | 0,0%                                      | 0,0%                                      |
| Islam                                     | Islam                                     |                                           | 0,1%                                      | 0,1%                                      |
| Geen                                      | Geen                                      |                                           | 4,9%                                      | 4,9%                                      |
| Anders/ Onbekend                          | Anders/ Onbekend                          |                                           | 4,1%                                      | 4,1%                                      |

## Economie
Landbouw is de belangrijkste wijze voor het levensonderhoud. De inwoners zijn vooral bezig met het planten van geteelde gewassen, maïs en zonnebloem.  Het dorp heeft verder een modern uitgeruste oliemolen, een Madzjoen-fabriek (voor toffeepasta) en verschillende standerdmolens. Het alcoholische drankje boza is ook erg populair in de omgeving.
In de zomer van 1950, tijdens de collectivisatie van de landbouw, hebben zo'n 280 dorpelingen mislukte pogingen gedaan om de coöperatieve boerderij te verlaten.